# 野良犬の罠
『野良犬の罠』（のらいぬのわな、原題：P.J.）は、1968年制作のアメリカ合衆国のミステリ映画（ネオ・ノワール）。ジョン・ギラーミン監督。

## あらすじ
しがない私立探偵のP・Jは、ニューヨークの大富豪のオービソンから彼の愛人のモーリーンの護衛として雇われる。
やがてモーリーンが何者かに狙われたため、オービソンはモーリーンや家族と共にバハマ諸島に避難する。そこでもモーリーンは何者かに狙われ、P・Jが1人の男を射殺する。その男は、オービソンの部下のグレノーブルという男だった。
事件は落着したことでP・Jは解雇されたが、一連の事件に疑惑を抱いた彼は単独で調査を始め、グレノーブルが産業スパイだったことをつきとめる。さらにモーリーンに接触したP・Jは、彼女の口から一連の事件の真相を知る。

## キャスト
※括弧内は日本語吹替。
- P・J・デトワイラー：ジョージ・ペパード（羽佐間道夫）
- ウィリアム・オービソン：レイモンド・バー
- モーリーン・プレブル：ゲイル・ハニカット
- ビリングス・ブラウン：ウィルフリッド・ハイド＝ホワイト
- ウォーターパーク：ブロック・ピーターズ
- ベティ・オービソン：コリーン・グレイ
- リネット・オービソン：スーザン・セント・ジェームズ
- シェルトン・クェル：セヴァン・ダーデン
- ジェイソン・グレノーブル：ジェイソン・エヴァース
- ジョージ・ファース
- ハーブ・エデルマン
- ジョン・クォーレン
- バート・フリード
- ケン・リンチ
- アート・ジョンソン

※テレビ放送：NET「土曜映画劇場」1974年3月9日